# Crisp-Gletscher
Der Crisp-Gletscher ist ein Gletscher im ostantarktischen Viktorialand. Er fließt zwischen dem Gebirgskamm Killer Ridge und der Second Facet in südöstlicher Richtung zum Debenham-Gletscher.
Das Advisory Committee on Antarctic Names benannte ihn 1964 nach Kelton W. Crisp (1919–1997) von der United States Navy, Verantwortlicher für das Elektrogeschäft auf der McMurdo-Station im Jahr 1962.